# Gammfäbodtjärnen (Arnäs socken, Ångermanland)
Gammfäbodtjärnen är en sjö i Örnsköldsviks kommun i Ångermanland och ingår i Idbyåns huvudavrinningsområde. Sjön är 22 meter djup, har en yta på 0,432 kvadratkilometer och är belägen 176 meter över havet.

## Delavrinningsområde
Gammfäbodtjärnen ingår i det delavrinningsområde (704469-164737) som SMHI kallar för Ovan Spårsbäcken. Medelhöjden är 202 meter över havet och ytan är 23,01 kvadratkilometer. Det finns ett avrinningsområde uppströms, och räknas det in blir den ackumulerade arean 44,17 kvadratkilometer. Avrinningsområdets utflöde Idbyån (Landsjöån) mynnar i havet. Avrinningsområdet består mestadels av skog (75 procent). Avrinningsområdet har 0,81 kvadratkilometer vattenytor vilket ger det en sjöprocent på 3,5 procent.